# Hamza al-Ghamdi
Hamza al-Ghamdi (arabisk: حمزة الغامدي,) (18. november 1980 – 11. september 2001). var en af de fem mænd, der nævnes af FBI, som flykaprere af United Airlines Flight 175 i terrorangrebet den 11. september 2001.
al-Ghamdi var fra al Bahah provinsen i Saudi-Arabien, et isoleret og underudviklet område, og delte det samme samme tilhørsforhold med andre flykaprere blandt andet Saeed al-Ghamdi, Ahmed al-Ghamdi, og Ahmed al-Haznawi. Denne gruppe er noteret for at være nogle af de mere religiøse flykaprere.
Nogle rapportere siger, at al-Ghamdi forlod sit hjem for at kæmpe i Tjetjenien i begyndelsen af 2000. (Andre rapportere siger at han forlod sit hjem i januar 2001.) Han ringede hjem flere gange, indtil midten af 2001, sagde man, at han var i Tjetjenien.